# 2350 von Lüde
2350 Von Lüde è un asteroide della fascia principale. Scoperto nel 1938, presenta un'orbita caratterizzata da un semiasse maggiore pari a 2,2415847 UA e da un'eccentricità di 0,1270635, inclinata di 5,07549° rispetto all'eclittica.